# 妙経寺 (小田原市)

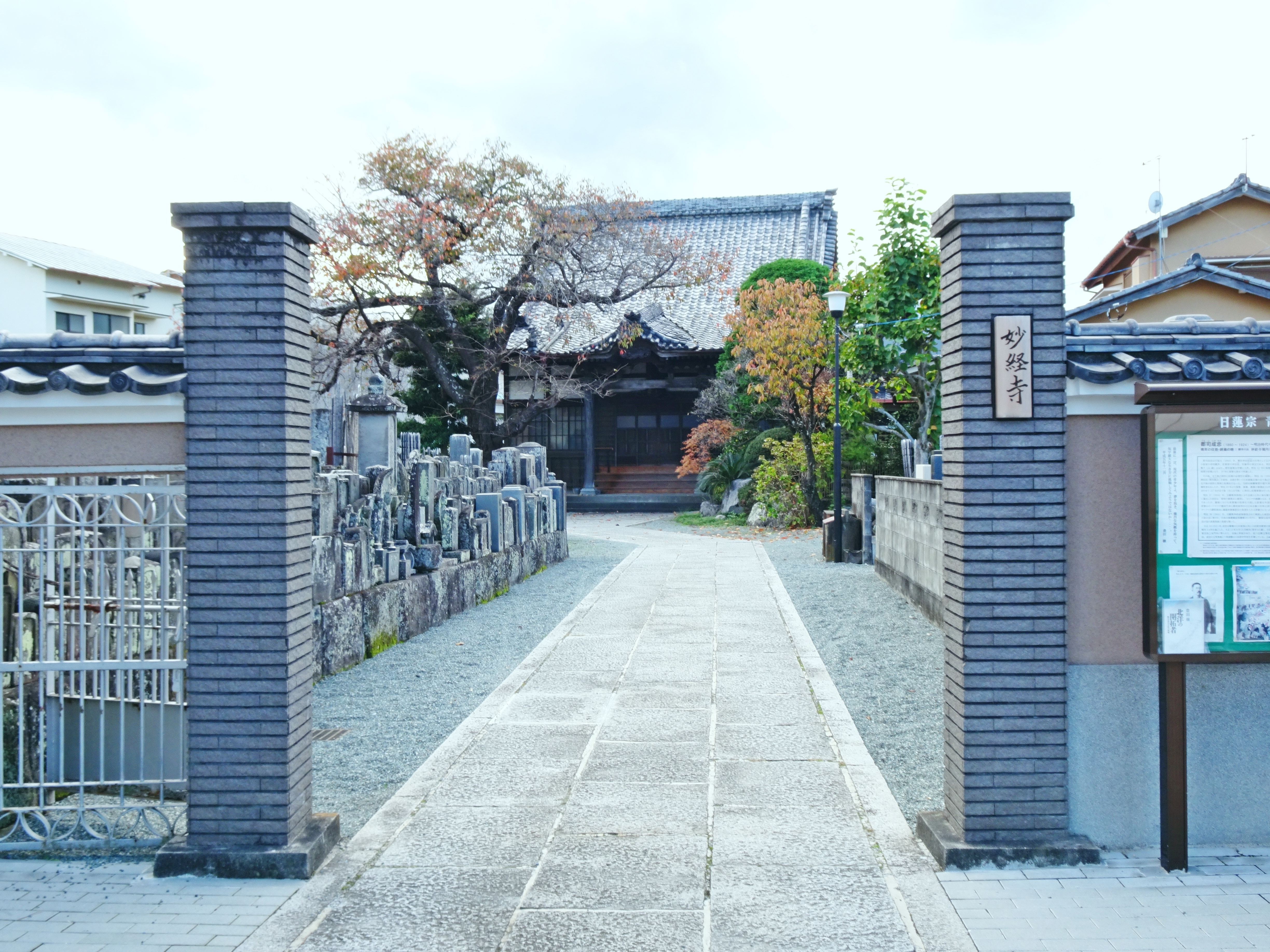
妙経寺山門

妙経寺（みょうきょうじ）は、神奈川県小田原市本町にある日蓮宗の寺院。開山時は、大乗院日浄上人により足柄上郡金子村（現：大井町）にあった。山号は、青陽山。鏡信一刀流西原銕兵衛相久の墓がある。旧本山は京都妙満寺、什師禹師寮法縁。
※本来勝劣派でありながら身延派に組みしているのであれば什師派や禹師寮などと名乗るのは逸脱している。

## 歴史
文亀年間（1501年-1504年）に真言僧（後の日浄）が京都妙満寺16世日泰と法論の末真言宗の寺を日蓮宗に改めた。明和8年火災で全焼、仮堂が再建されるが安永5年再び焼失した。関東大震災でまたも被災しその後現在の伽藍を整備した。

## 参考資料
- 日蓮宗寺院大鑑編集委員会『宗祖第七百遠忌記念出版 日蓮宗寺院大鑑』大本山池上本門寺 (1981年)
- 「早川庄 小田原宿上 代官町 妙経寺」『大日本地誌大系』 第37巻新編相模国風土記稿2巻之24村里部足柄下郡巻之3、雄山閣、1932年8月。NDLJP:1179210/18。